# Campeonato de Portugal 1923
Druhý ročník Campeonato de Portugal (portugalského fotbalového poháru) se konal od 3. června do 24. června 1923. Celkem turnaj odehráli již šest klubů.
Trofej získal poprvé v klubové historii klub z Lisabonu Sporting CP, který ve finále porazil Académica de Coimbra 3:0.